# Witvleugeltangare
De witvleugeltangare (Piranga leucoptera) is een zangvogel uit de familie Cardinalidae (kardinaalachtigen).

## Verspreiding en leefgebied
Deze soort telt 4 ondersoorten:
- P. l. leucoptera: van oostelijk Mexico tot Nicaragua.
- P. l. latifasciata: Costa Rica en westelijk Panama.
- P. l. venezuelae: westelijk, centraal en noordelijk Colombia, Venezuela en noordelijk Brazilië.
- P. l. ardens: van zuidwestelijk Colombia tot centraal Bolivia.